# Silver Lake (Minnesota)
Silver Lake – miasto w Stanach Zjednoczonych, w stanie Minnesota, w hrabstwie McLeod.